# Fußball-Europameisterschaft 2008/Spanien
Dieser Artikel behandelt die spanische Nationalmannschaft bei der Fußball-Europameisterschaft 2008. Sie wurde nach einem 1:0-Finalsieg gegen die deutsche Fußballnationalmannschaft Europameister und stellte mit David Villa auch den Torschützenkönig des Turniers (vier Treffer).

## Qualifikation
Die Gruppe F war mit insgesamt vier Teilnehmern der Fußball-Europameisterschaft 2004 als recht stark eingeschätzt worden. Die Spanier enttäuschten zu Beginn, verloren ihre ersten beiden Auswärtsspiele gegen Nordirland und Schweden und lagen aus diesem Grund lange nur auf dem dritten Rang, der nicht zur Qualifikation gereicht hätte. Das zeitweise unter starker Kritik der Medien stehende Team erreichte allerdings in den letzten neun Begegnungen acht Siege bei nur einem Unentschieden und beendete somit die Gruppe F als Erstplatzierter, zwei Punkte vor Schweden.
Ein Grund für Spaniens Erfolg war auch die von Trainer Aragonés eingeführte 4-1-4-1-Aufstellung. Ein Spielsystem mit vier offensiven Mittelfeldspielern hatte es zuvor eigentlich nicht gegeben. Im Laufe der Qualifikation erarbeiteten sich Andrés Iniesta, Xavi, Cesc Fàbregas und David Silva den Ruf als Die fantastischen Vier (spanisch Los Cuatro Fantásticos). Marcos Senna spielte dabei als defensiver Mittelfeldspieler. Während der Endrunde setzte Aragonés zwar in den meisten Spielen auf eine etwas konventionellere Aufstellung mit zwei Stürmern, als sich jedoch Torschützenkönig David Villa im Halbfinale verletzte, kehrte Spanien zum 4-1-4-1 zurück und gewann damit die EM.

### Abschlusstabelle Gruppe F
| Pl. | Land          | Sp. | S | U | N | Tore    | Punkte |
| --- | ------------- | --- | - | - | - | ------- | ------ |
| 1.  | Spanien       | 12  | 9 | 1 | 2 | 023:800 | 28     |
| 2.  | Schweden      | 12  | 8 | 2 | 2 | 023:900 | 26     |
| 3.  | Nordirland    | 12  | 6 | 2 | 4 | 017:140 | 20     |
| 4.  | Dänemark      | 12  | 6 | 2 | 4 | 021:110 | 20     |
| 5.  | Lettland      | 12  | 4 | 0 | 8 | 015:170 | 12     |
| 6.  | Island        | 12  | 2 | 2 | 8 | 010:270 | 08     |
| 7.  | Liechtenstein | 12  | 2 | 1 | 9 | 009:320 | 07     |

### Spielergebnisse
| 02.09.2006 | Spanien       | – | Liechtenstein | 4:0 (2:0) | Torres 20', Villa 45', 62', Luis García 66'    |
| 06.09.2006 | Nordirland    | – | Spanien       | 3:2 (1:1) | Healy 20', 65', 80', Xavi 14', Villa 52'       |
| 07.10.2006 | Schweden      | – | Spanien       | 2:0 (1:0) | Elmander 10', Allbäck 82'                      |
| 24.03.2007 | Spanien       | – | Dänemark      | 2:1 (2:0) | Morientes 34', Villa 45+1' , Gravgaard 49'     |
| 28.03.2007 | Spanien       | – | Island        | 1:0 (0:0) | Iniesta 80'                                    |
| 02.06.2007 | Lettland      | – | Spanien       | 0:2 (0:1) | Zakreševskis 45' (Eigentor), Xavi 60'          |
| 06.06.2007 | Liechtenstein | – | Spanien       | 0:2 (0:2) | Villa 8', 14'                                  |
| 08.09.2007 | Island        | – | Spanien       | 1:1 (1:0) | Hallfreðsson 40' , Iniesta 86'                 |
| 12.09.2007 | Spanien       | – | Lettland      | 2:0 (1:0) | Xavi 13', Torres 86'                           |
| 13.10.2007 | Dänemark      | – | Spanien       | 1:3 (0:2) | Tamudo 14', Ramos 40', Tomasson 87', Riera 89' |
| 17.11.2007 | Spanien       | – | Schweden      | 3:0 (2:0) | Capdevila 14', Iniesta 39', Ramos 65'          |
| 21.11.2007 | Spanien       | – | Nordirland    | 1:0 (0:0) | Xavi 52'                                       |

Details: Fußball-Europameisterschaft 2008/Qualifikation

## Teamselektion und Vorbereitung
2008 nahm Spanien zum insgesamt achten Mal an einer EM-Endrunde teil.
Im Kader standen mit Fernando Navarro, Santi Cazorla, Rubén de la Red, Sergio García und Andrés Palop fünf Spieler die noch nicht in der Nationalmannschaft debütiert hatten. Dagegen fehlte der spanische Rekordtorschütze Raúl ebenso wie Barcelonas Jungstar Bojan Krkić, was zu großen Diskussionen in der spanischen Öffentlichkeit führte. Mit jeweils vier Spielern stellten der FC Valencia und der FC Liverpool das größte Kontingent.
Vor Endrundenbeginn absolvierte man zwei Vorbereitungsspiele; am 31. Mai gewannen die Spanier in Huelva mit 2:1 gegen Peru. Auf Seiten der Spanier trafen Villa und Capdevila, den zwischenzeitlichen Ausgleich der Peruaner erzielte Rengifo. Am 4. Juni feierte die Selección in Santander einen 1:0-Erfolg gegen die USA. Schütze des einzigen Treffers war Mittelfeldspieler Xavi.

## Spanisches Aufgebot
| Nr.               | Name             | Verein vor EM-Beginn | Geburtstag | Spiele   | Tore     |          |          |          |          |
| Torhüter          | Torhüter         | Torhüter             | Torhüter   | Torhüter | Torhüter | Torhüter | Torhüter | Torhüter | Torhüter |
| ----------------- | ---------------- | -------------------- | ---------- | -------- | -------- | -------- | -------- | -------- | -------- |
| 1                 | Iker Casillas    | Real Madrid          | 20.05.1981 | 5        | 0        | 1        | 0        | 0        |          |
| 13                | Andrés Palop     | FC Sevilla           | 22.10.1973 | 0        | 0        | 0        | 0        | 0        |          |
| 23                | Pepe Reina       | FC Liverpool         | 31.08.1982 | 1        | 0        | 0        | 0        | 0        |          |
| Abwehrspieler     |                  |                      |            |          |          |          |          |          |          |
| 2                 | Raúl Albiol      | FC Valencia          | 04.09.1985 | 2        | 0        | 0        | 0        | 0        |          |
| 3                 | Fernando Navarro | RCD Mallorca         | 25.06.1982 | 1        | 0        | 0        | 0        | 0        |          |
| 4                 | Carlos Marchena  | FC Valencia          | 31.07.1979 | 5        | 0        | 1        | 0        | 0        |          |
| 5                 | Carles Puyol     | FC Barcelona         | 13.04.1978 | 5        | 0        | 0        | 0        | 0        |          |
| 11                | Joan Capdevila   | FC Villarreal        | 03.02.1978 | 5        | 0        | 0        | 0        | 0        |          |
| 15                | Sergio Ramos     | Real Madrid          | 30.03.1986 | 5        | 0        | 0        | 0        | 0        |          |
| 18                | Álvaro Arbeloa   | FC Liverpool         | 17.01.1983 | 1        | 0        | 1        | 0        | 0        |          |
| 20                | Juanito          | Betis Sevilla        | 23.07.1976 | 1        | 0        | 0        | 0        | 0        |          |
| Mittelfeldspieler |                  |                      |            |          |          |          |          |          |          |
| 6                 | Andrés Iniesta   | FC Barcelona         | 11.05.1984 | 6        | 0        | 1        | 0        | 0        |          |
| 8                 | Xavi             | FC Barcelona         | 25.01.1980 | 5        | 1        | 0        | 0        | 0        |          |
| 10                | Cesc Fàbregas    | FC Arsenal           | 04.05.1987 | 6        | 1        | 0        | 0        | 0        |          |
| 12                | Santi Cazorla    | FC Villarreal        | 13.12.1984 | 5        | 0        | 1        | 0        | 0        |          |
| 14                | Xabi Alonso      | FC Liverpool         | 25.11.1981 | 4        | 0        | 0        | 0        | 0        |          |
| 19                | Marcos Senna     | FC Villarreal        | 17.07.1976 | 5        | 0        | 0        | 0        | 0        |          |
| 21                | David Silva      | FC Valencia          | 08.01.1986 | 5        | 1        | 0        | 0        | 0        |          |
| 22                | Rubén de la Red  | FC Getafe            | 05.06.1985 | 1        | 1        | 0        | 0        | 0        |          |
| Stürmer           |                  |                      |            |          |          |          |          |          |          |
| 7                 | David Villa      | FC Valencia          | 03.12.1981 | 4        | 4        | 1        | 0        | 0        |          |
| 9                 | Fernando Torres  | FC Liverpool         | 20.03.1984 | 5        | 2        | 1        | 0        | 0        |          |
| 16                | Sergio García    | Real Saragossa       | 09.06.1983 | 1        | 0        | 0        | 0        | 0        |          |
| 17                | Daniel Güiza     | RCD Mallorca         | 17.08.1980 | 4        | 2        | 1        | 0        | 0        |          |
| Trainer           |                  |                      |            |          |          |          |          |          |          |
|                   | Luis Aragonés    |                      | 28.07.1938 |          |          |          |          |          |          |

## Quartier der Mannschaft
Die spanische Nationalmannschaft startete ihr Trainingslager am 26. Mai in der Ciudad del Fútbol, dem Sportzentrum des spanischen Fußballverbandes, in Las Rozas.
Am 5. Juni bezog das Team sein EM-Quartier im österreichischen Neustift im Stubaital.

## Spiele Spaniens

### Vorrundengruppe D
| Pl. | Land         | Sp. | S | U | N | Tore    | Diff. | Punkte |
| --- | ------------ | --- | - | - | - | ------- | ----- | ------ |
| 1.  | Spanien      | 3   | 3 | 0 | 0 | 008:300 | +5    | 09     |
| 2.  | Russland     | 3   | 2 | 0 | 1 | 004:400 | ±0    | 06     |
| 3.  | Schweden     | 3   | 1 | 0 | 2 | 003:400 | −1    | 03     |
| 4.  | Griechenland | 3   | 0 | 0 | 3 | 001:500 | −4    | 0      |

Spanien startete mit einem überzeugenden 4:1-Sieg gegen Russland ins Turnier. Mann des Spieles war Villa, der drei Treffer zum Erfolg beisteuerte. Die zweite Begegnung der Selección verlief ausgeglichener, gegen Schweden ging man zwar durch einen Treffer von Torres schnell in Führung, doch Ibrahimović gelang noch in der ersten Halbzeit der Ausgleich. Den Sieg fixierten die Iberer erst in der Nachspielzeit durch ein Tor von Villa. Vor der letzten Gruppenbegegnung gegen Griechenland stand Spanien bereits mathematisch als Gruppensieger fest, weshalb Trainer Aragonés die meisten Stammspieler schonte. Dennoch gelang mit einem 2:1 der dritte Sieg. Auf Seiten der Selección erzielten de la Red und Güiza jeweils ihre ersten Tore für die Nationalmannschaft, zuvor waren die Griechen durch Charisteas in Führung gegangen.
Spanien beendete die Gruppenphase als Erstplatzierter, bekam aber als Gegner für das Viertelfinale den amtierenden Weltmeister Italien, der in Vorrundengruppe C Platz zwei erreicht hatte.
|                                         |   |          |           |
| 10. Juni 2008 um 18:00 Uhr in Innsbruck |   |          |           |
| Spanien                                 | – | Russland | 4:1 (2:0) |
| 14. Juni 2008 um 18:00 Uhr in Innsbruck |   |          |           |
| Schweden                                | – | Spanien  | 1:2 (1:1) |
| 18. Juni 2008 um 20:45 Uhr in Salzburg  |   |          |           |
| Griechenland                            | – | Spanien  | 1:2 (1:0) |

Details: Fußball-Europameisterschaft 2008/Gruppe D

### Viertelfinale
In einem von großer Vorsicht beider Mannschaften geprägten Spiel fiel kein Tor in der regulären Spielzeit. Im Elfmeterschießen konnte Spaniens Torhüter Casillas die Schüsse von De Rossi und Di Natale halten, seinem Gegenüber Gianluigi Buffon gelang lediglich gegen Güiza eine Parade, während alle anderen Schützen der Iberer verwerteten. Somit zog die Selección schließlich mit 4:2 ins Halbfinale ein.
|                                                                |   |         |                      |
| So., 22. Juni 2008 um 20:45 Uhr in Wien (Ernst-Happel-Stadion) |   |         |                      |
| Spanien                                                        | – | Italien | 0:0 n. V., 4:2 i. E. |

Details: Fußball-Europameisterschaft 2008/Finalrunde#Viertelfinale

### Halbfinale
In der ersten Halbzeit des unter strömendem Regen stattfindenden Spieles zwischen Spanien und Russland fielen keine Tore. In der 50. Minute nutzte schließlich Xavi eine Vorlage seines Klubkollegen Iniesta zum 1:0 für die Selección. In der Folge kamen die Spanier, zumeist über schnelle Konter, immer wieder zu hochkarätigen Chancen. Eine dieser nutzte Güiza in der 73. Minute, nach Vorlage von Cesc Fàbregas, zum zweiten Treffer. Den Schlusspunkt zum 3:0 setzte Silva in der 82. Minute. Damit schafften die Spanier, nach 1964 und 1984, zum dritten Mal in der Geschichte den Einzug in ein Europameisterschafts-Endspiel.
|                                                                |   |         |           |
| Do., 26. Juni 2008 um 20:45 Uhr in Wien (Ernst-Happel-Stadion) |   |         |           |
| Russland                                                       | – | Spanien | 0:3 (0:0) |

Details: Fußball-Europameisterschaft 2008/Finalrunde#Halbfinale

### Finale
Die spanische Nationalmannschaft errang mit ihrem 1:0 durch ein Tor von Fernando Torres in der 33. Minute den Europameistertitel 2008. Dies war zugleich der erste Titel bei einem großen Turnier seit 44 Jahren.
|                                                                |   |         |           |
| So., 29. Juni 2008 um 20:45 Uhr in Wien (Ernst-Happel-Stadion) |   |         |           |
| Deutschland                                                    | – | Spanien | 0:1 (0:1) |

Details: Fußball-Europameisterschaft 2008/Finalrunde#Finale